# Вовчок стрункий
Вовчок стрункий (Orobanche gracilis) — вид рослин з родини вовчкових (Orobanchaceae), поширений у Марокко, Алжирі, Європі крім півночі й сходу, у Туреччині й на Кавказі.

## Опис
Багаторічна рослина заввишки 25–40 см, коротко-залозисто-волосиста або майже гола, із запахом гвоздики. Листки 15–25 × 3–10 мм, рожевувато-жовті, з залозистими волосками. Суцвіття густувате, внизу розріджене. Чашечка з 2 вільними частками. Віночок 15–22 мм довжиною, жовтий, з червоним відгином і цільної верхньою губою, зсередини більш яскраво пофарбований, зовні залозисто-волосистий. Коробочки 8–12 мм, довгасті. 2n = 76.
Період цвітіння: червень — серпень.

## Поширення
Поширений у Марокко, Алжирі, Європі крім півночі й сходу, у Туреччині й на Кавказі.
В Україні вид зростає на трав'янистих і кам'янистих схилах, галявинах, біля доріг, на полях — у Карпатах і Розточчі-Опіллі, на ПБК; паразитує на коренях бобових.